# SN 2005et
SN 2005et – supernowa typu Ia odkryta 23 września 2005 roku w galaktyce UGC 2413. W momencie odkrycia miała maksymalną jasność 18,30m.